# Forze armate della Russia meridionale
Le forze armate della Russia meridionale (FARM o VSYuR) (in russo Вооружённые силы Юга России?, Vooružënnye sily Juga Rossii, VSYuR) erano le forze militari unite del movimento bianco nella Russia meridionale tra il 1919 e il 1920.
L'8 gennaio 1919 furono costituite le forze armate della Russia meridionale, che incorporavano l'Armata dei Volontari e l'esercito del Don. Successivamente, comprendeva l'esercito della Crimea-Azov, le forze del Caucaso settentrionale e l'esercito del Turkestan.
Nell'ottobre 1919, l'esercito aveva 150.000 soldati, di cui 48.000 a cavallo. Gli inglesi avevano fornito 280.000 fucili, 4.898 mitragliatrici, 917 cannoni, 102 carri armati, 194 aeroplani 1.335 automobili, 112 trattori e quella che divenne nota come la flotta di Wrangel.
Nel maggio 1919, Denikin riorganizzò le forze armate della Russia meridionale. Vladimir Maj-Maevskij prese il comando dell'Armata dei Volontari, nota in precedenza come Esercito dei volontari caucasici. Sidorin prese il comando dell'esercito del Don, mentre Wrangel prese il comando dell'esercito del Caucaso, composto principalmente dai cosacchi di Kuban'.
L'esercito del Caucaso si sciolse il 29 gennaio 1920 e fu sostituito dall'esercito di Kuban' di breve durata. Le truppe dell'esercito del Kuban finirono per arrendersi dal 18 al 20 aprile 1920 all'Armata Rossa. L'esercito volontario continuò ad esistere dal 22 maggio 1919 fino al 26/27 marzo 1920, quando le truppe rimanenti furono evacuate da Novorossijsk alla Crimea. La maggior parte si è poi fusa lì con le forze di Wrangel.
All'inizio di aprile 1920, Anton Denikin, comandante in capo delle FARM, delegò tutta l'autorità a Pëtr Vrangel', che prese il comando del cosiddetto esercito russo, che comprendeva tutte le restanti unità delle FARM dopo la sua sconfitta nel Caucaso settentrionale.

## Ordine di battaglia dell'AFSR, inizio 1919
Armata dei Volontari (conosciuta come l'Esercito dei volontari del Caucaso dal 23 Gennaio – 22 Maggio 1919), comandata dal Generale Anton Denikin (Aprile 1918 – Aprile 1920)
- 1º Corpo d'Armata (Gen. Kutepov)
- 2º Corpo d'Armata (Gen. Michail Promtov)
- 5º Corpo di Cavalleria (Gen. Yuzefovich)
- 3º Corpo di Cavalleria Kuban (tenente gen. Skuro)
- Gruppo dell'esercito di Kiev (gen. Bredov)

 Esercito del Caucaso (separato dall'Armata dei volontari del Caucaso il 22 Maggio 1919), comandato dal Tenente generale Pyotr Wrangel (21 Maggio – 8 Dicembre 1919) e Tenente generale Viktor Pokrovsky (9 Dicembre 1919 – 8 Febbraio 1920)
- 1º Corpo di Kuban (tenente gen. Viktor Pokrovskij)
- 2º Corpo Kuban (gen. Ulaguy, poi gen. Nahumenko)
- 4º Corpo di Kuban (gen. Shatilov, poi gen. Toporkov)

 Esercito del Don (unito alle FARM il 23 febbraio 1919), comandato dal gen. Vladimir Sidorin (febbraio 1919 e aprile 1920)
- Gruppo del Nord (Staršina Semiletov)
- Gruppo Meridionale (Gen. S. Denisov)
- Gruppo Trans-Don (Zadonskaja) (Col. Bykadorov)

Esercito del Turkestan (costituito il 22 gennaio 1919), comandato da Ippolit Savitsky (aprile-luglio 1919), Aleksander Borovsky (luglio-ottobre 1919) e Boris Kazanovich (ottobre 1919-febbraio 1920).
- Divisione di fanteria transcaspica (mag. gen. Lazarev)
- Divisione fucilieri del Turkestan (mag. gen. Litvinov)
- Divisione di cavalleria (mag. gen. Oraz Khan Sedar)

## Galleria d'immagini

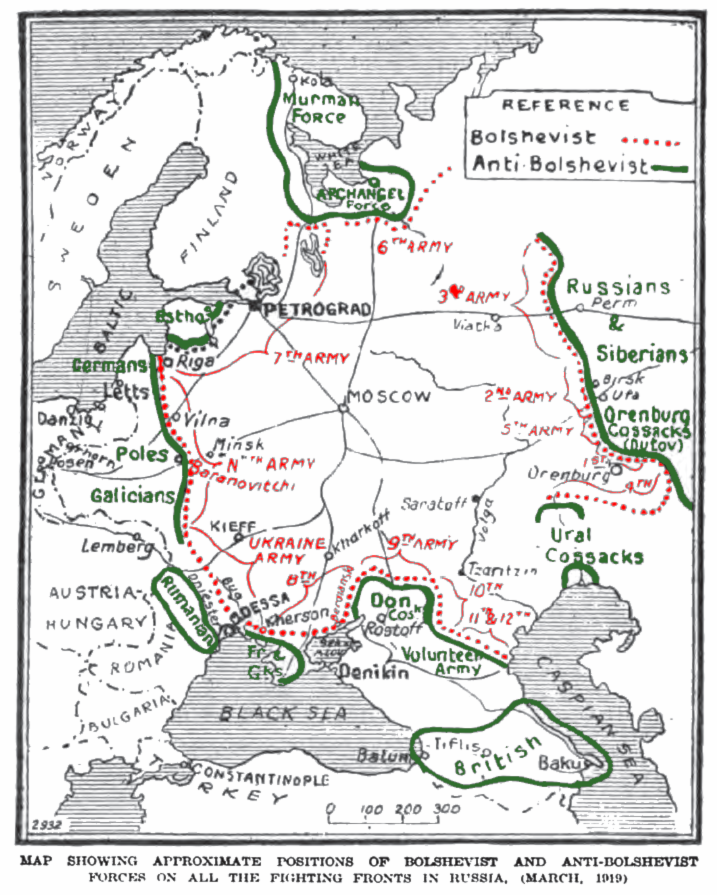
Carta militare del marzo 1919 dopo l'armistizio di Mudros
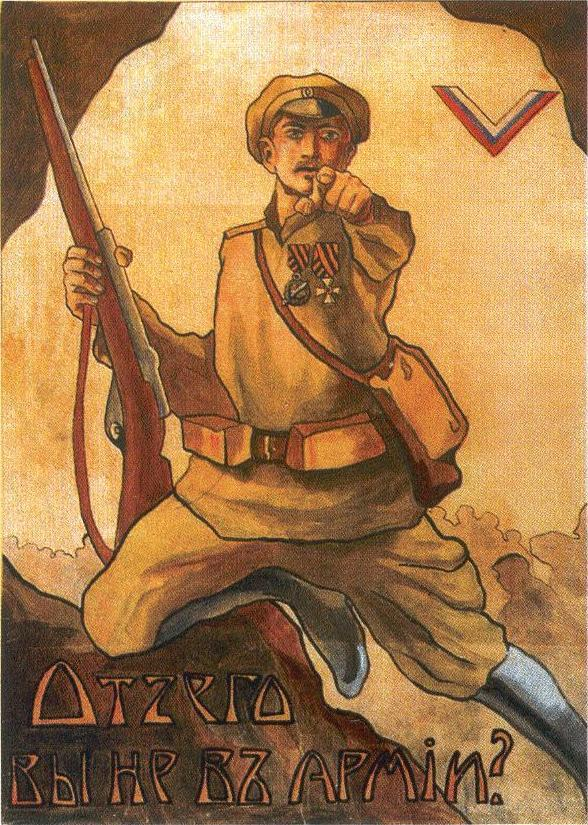
Manifesto di reclutamento dell'Armata dei Volontari che dice "Perché non sei nell'esercito?"
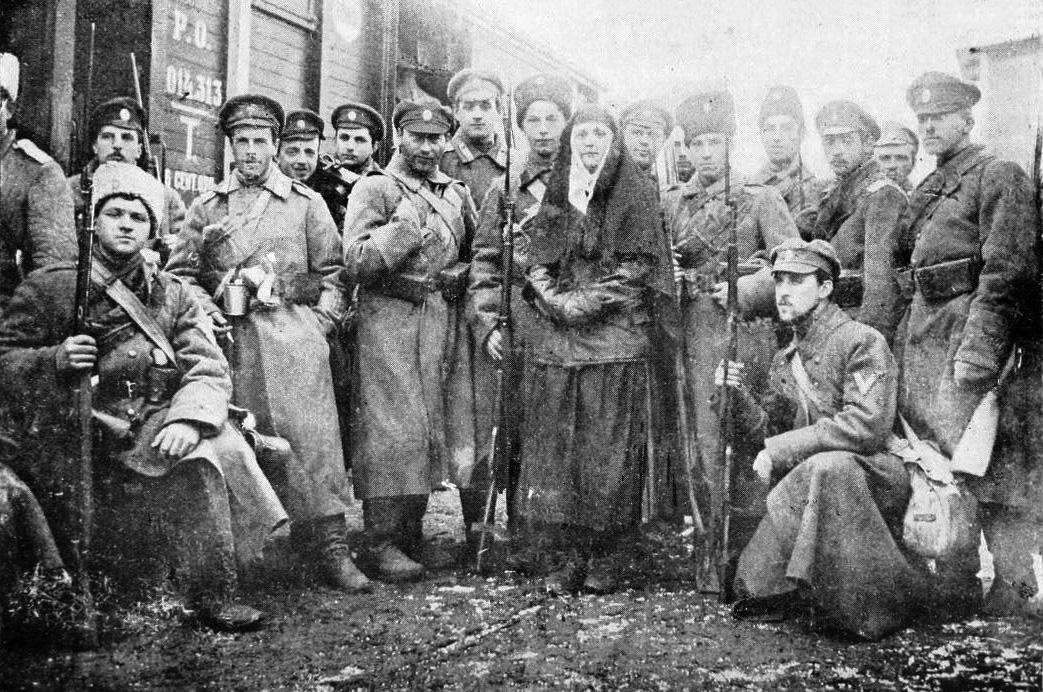
Soldati e ufficiali dell'Armata dei Volontari accanto a un treno nel gennaio 1918
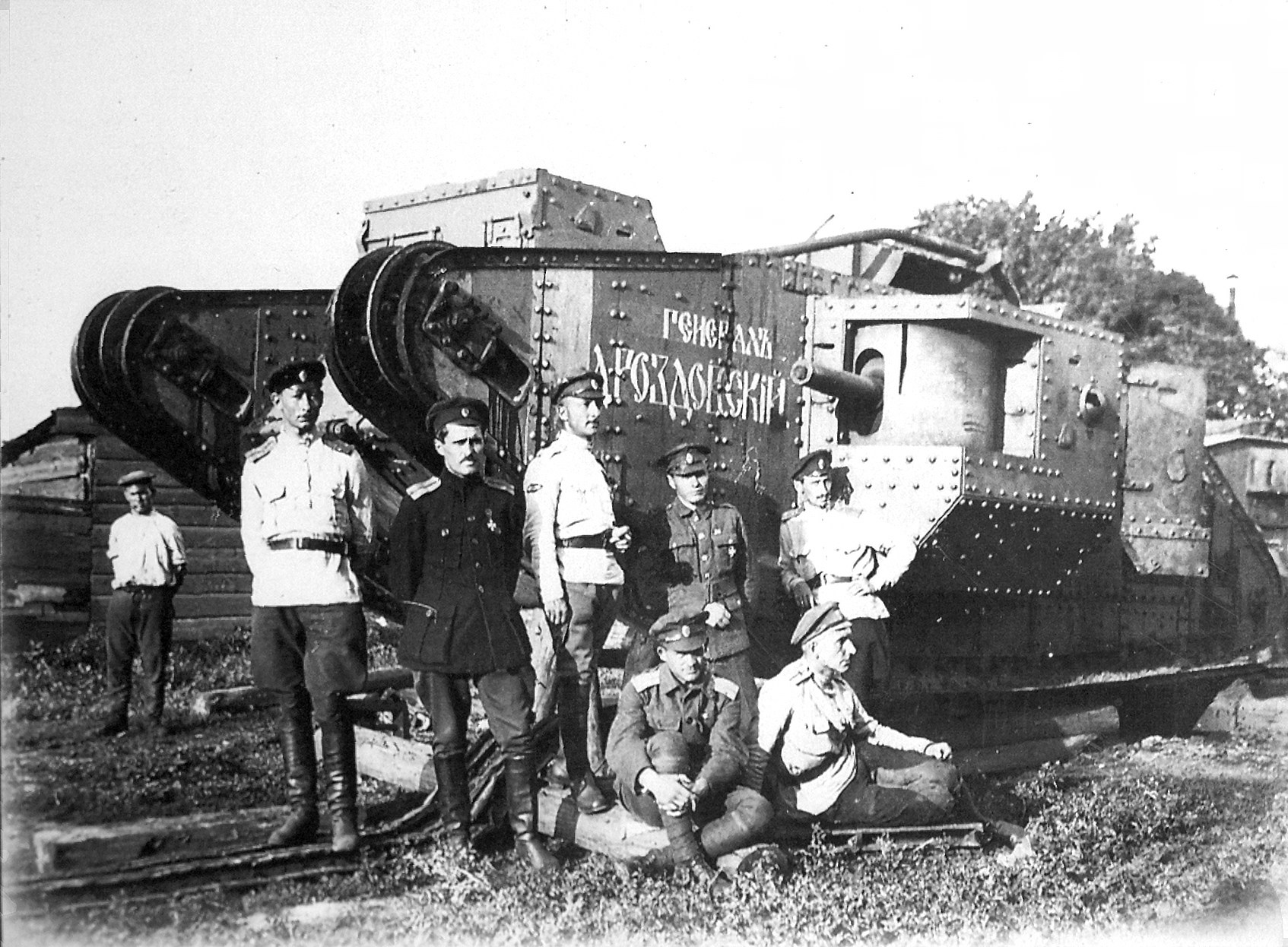
Carro armato volontario Mark V dell'esercito chiamato "General Drozdovsky" nel 1919
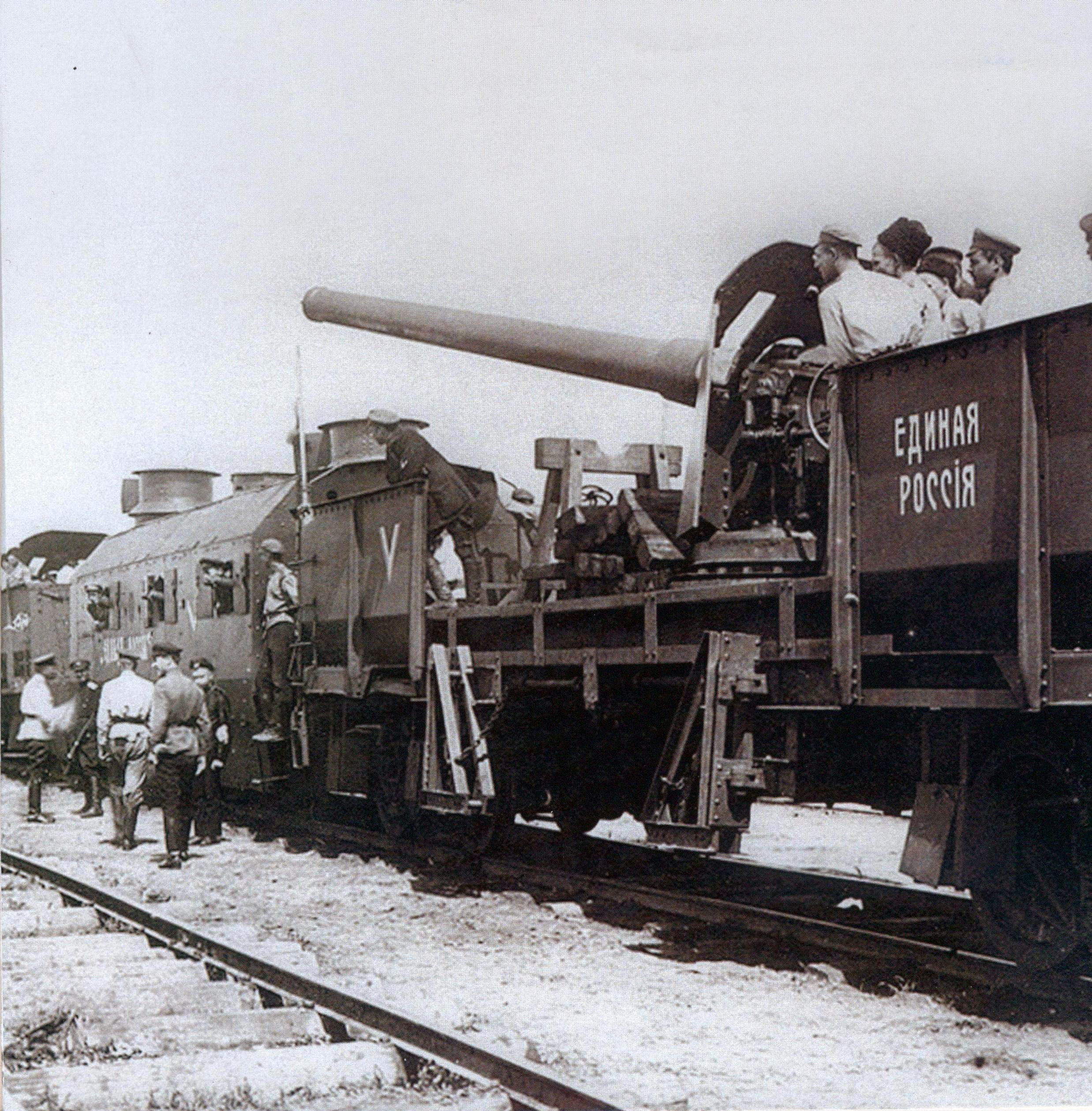
Treno blindato dell'Armata dei Volontari "Russia Unita" in viaggio verso Caricyn (attuale Volgograd), giugno 1919
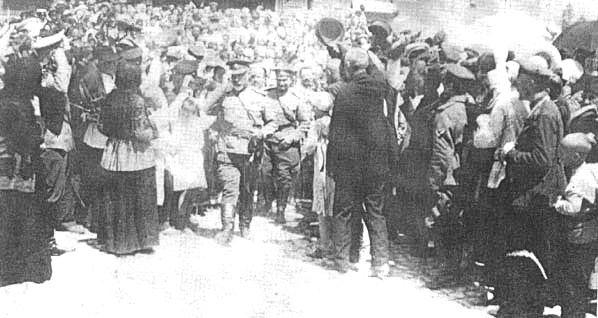
I cittadini locali accolgono Denikin e gli ufficiali a Caricyn il 1 luglio 1919
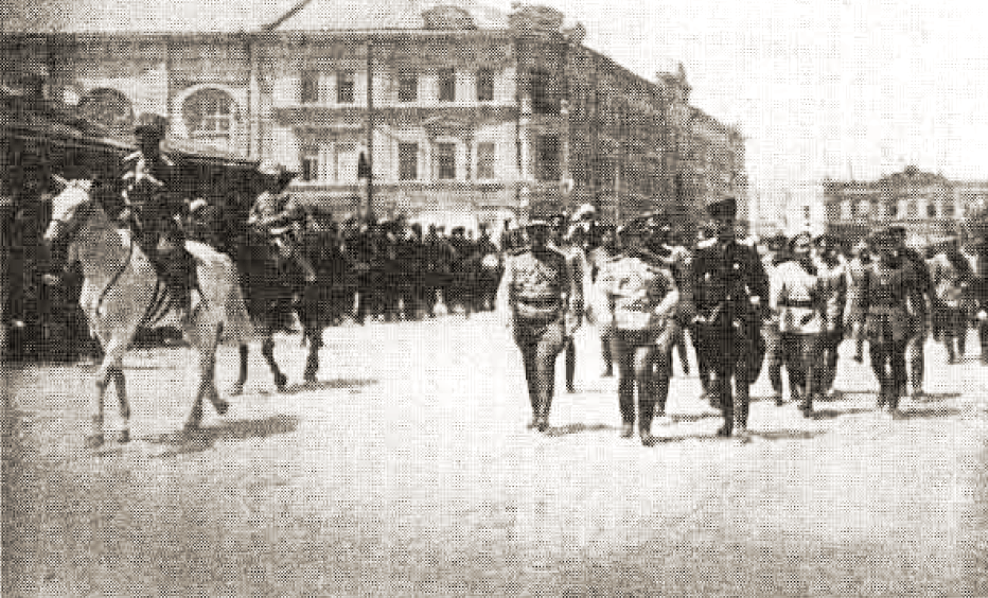
Denikin e Wrangel durante una parata delle FARM a Caricyn nel luglio 1919
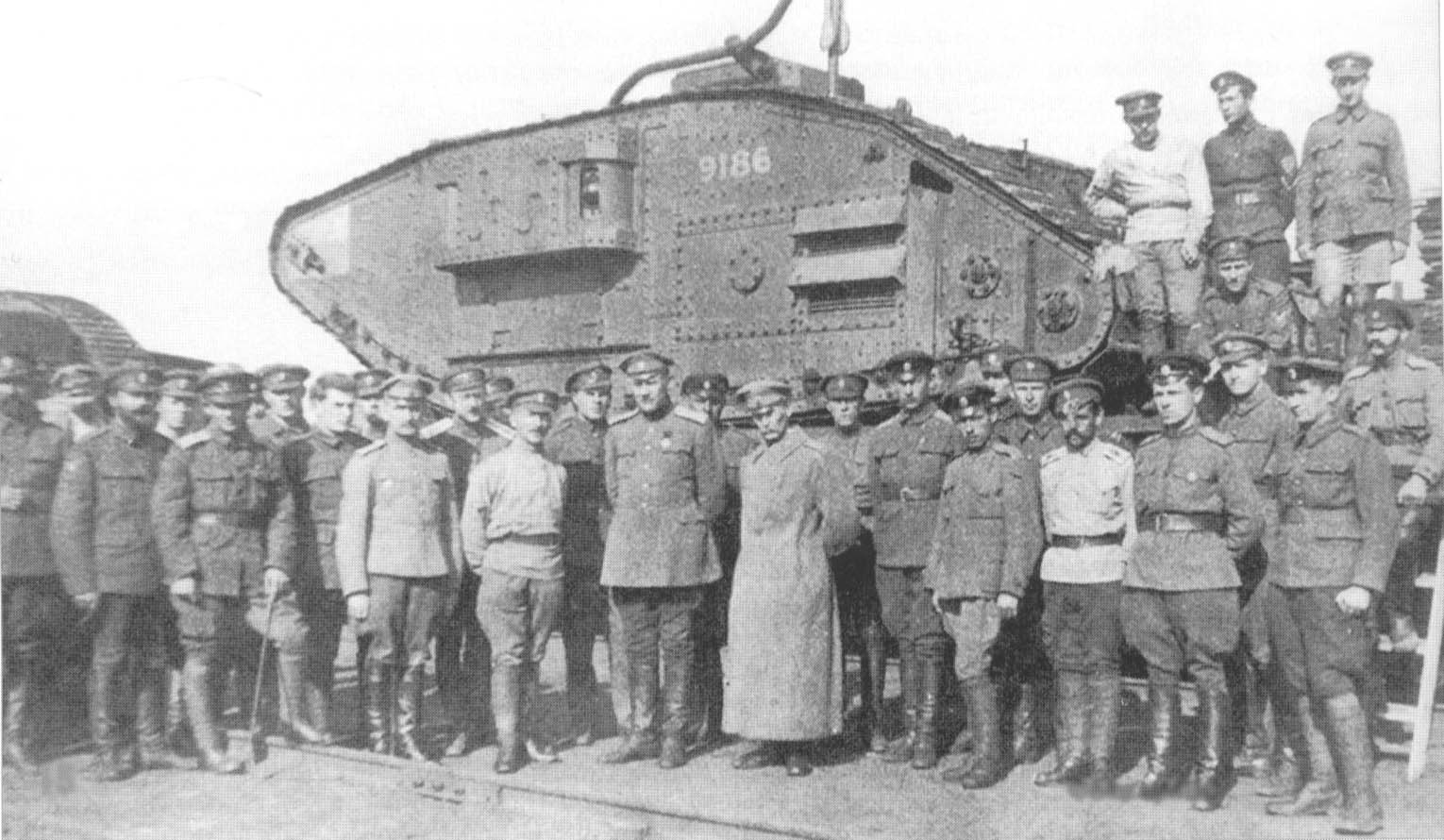
Le truppe dell'esercito del Don e il maggiore generale Vladimir Sidorin (al centro) con un carro armato Mark V nel 1919
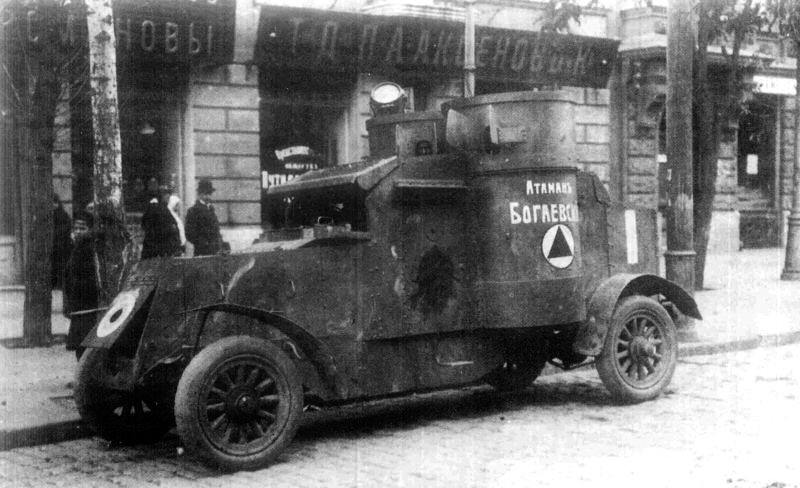
Autoblindo Austin dell'Armata del Don chiamata "Ataman Bogayevsky" nel 1919
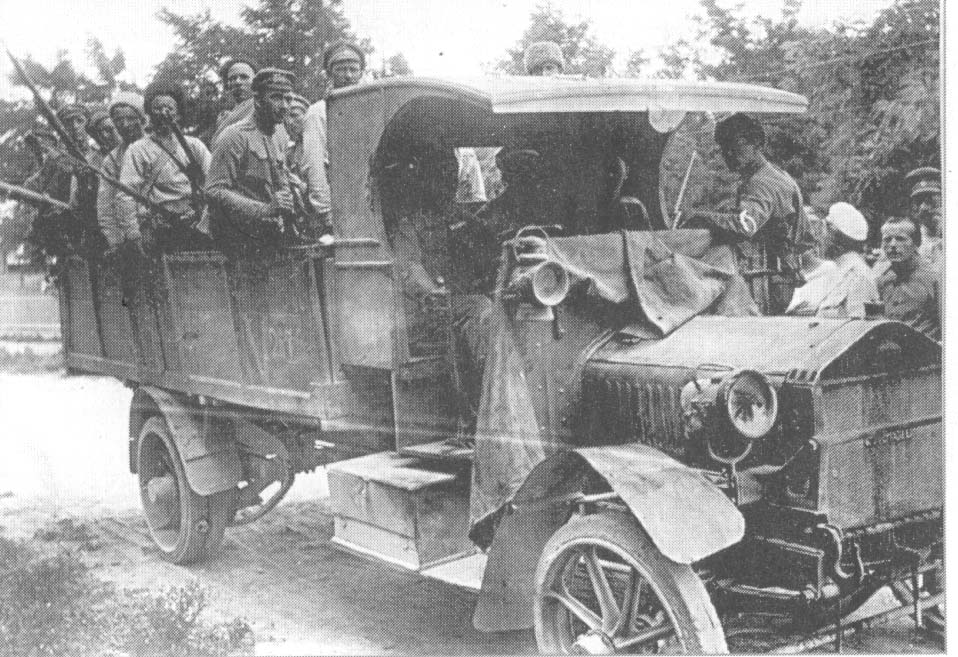
Soldati della 2ª divisione di fanteria delle FARM a Soči, 1919